# La última legión
La última legión es una novela del escritor italiano Valerio Massimo Manfredi. La edición italiana de la novela (Mondadori) tiene exactamente 476 páginas, como el año en el que está ambientada la historia.

## Argumento
En el año 476, el Imperio romano está llegando a su fin. Dividido en dos partes y devastado por las invasiones de los bárbaros, son ya pocos los territorios donde  mantiene su dominio.
El patricio romano Flavio Orestes ha nombrado  emperador de Occidente a su hijo de trece años, Rómulo Augústulo. El jefe de los hérulos, Odoacro, se subleva y asesina a la familia del joven gobernante. La resistencia romana se concentra en Tortona, donde se encuentra el castrum de la última legión romana, creada siguiendo el ejemplo de los ejércitos de la época de Mario, y que lleva el nombre de «Nova Invicta». Allí un oficial germánico, Wulfila, dirige el ataque y derrota a los legionarios. Aureliano Ambrosio, un oficial de la legión, se ha salvado y cabalga hacia la villa de Flavio Orestes para pedir ayuda, pero la encuentra destruida y recibe el último pedido de Orestes agonizante: salvar y proteger a Rómulo.
Aureliano intenta liberar a Rómulo preso en Ravena, pero resulta herido; a punto de morir es salvado por una joven véneta Livia Prisca, quien lo salva de los bárbaros y cura las heridas del legionario. Livia parece reconocer a ese valiente oficial pensando que es el mismo que la había salvado muchos años antes en Aquilea, pero Aureliano, quien no recuerda su pasado, lo niega. Durante su estancia en los pantanos alrededor de Rávena, Aureliano se entera por un informante que algunos soldados de la «Nova Invicta» han sido capturados y llevados a Miseno en Campania, y que Wulfila tiene prisioneros a Rómulo y su tutor de origen britano, Meridio Ambrosino en Capri. Aureliano y Livia se encaminan hacia el sur y, una vez en Miseno, logran liberar a dos de los compañeros de armas de Aureliano: Batiato, un gigante etíope de fuerza excepcional, y Vatreno, un veterano con gran experiencia, además de Demetrio y Orosio, dos esclavos que habían sido legionarios y cuyas familias perecieron en las invasiones bárbaras. En consecuencia, Aureliano, Livia y sus nuevos compañeros van a Nápoles, donde organizan la liberación de Rómulo y su tutor.
Mientras tanto, en Capri, Rómulo descubre un lugar secreto en la villa donde está prisionero. Se trata de un santuario dedicado a los emperadores romanos, donde se encuentra una magnífica estatua de Julio César, debajo de la cual se guarda su legendaria espada que porta la inscripción: «Cai.Iul.Caes.Ensis Caliburnus» (espada calibiana de Cayo Julio César) y que Rómulo reclama como propia. Unos días después, el grupo de Aureliano irrumpe en la villa y libera al joven. 
Comienza entonces su huida, primero hacia Fano, donde esperan en vano un barco que los lleve a Constantinopla, y luego hacia el norte, a través de la Galia y el reino romano de Soissons. Perseguidos siempre por las tropas de Wulfila, que busca venganza contra Aureliano, llegan finalmente a Britania, donde descubrirán que la «Legio XII Draco», continúa existiendo al mando de Constantino III, conocido por los britanos como Kustennin. Todavía amenazados por Wulfila y por el viejo tirano Vortigern, quien reina en la mayor parte de la isla con el rostro oculto por una máscara dorada, deciden enfrentarse a todos sus enemigos en una batalla en el Monte Badon, cerca del Muro de Adriano. La noche anterior a la batalla, gracias a Ambrosino, Aurelio descubre su pasado olvidado al recordar la caída de Aquilea y a sus padres asesinados por Wulfila, y jura venganza.
En esta última batalla, los protagonistas derrotan a los bárbaros gracias a la ayuda de la Legio XII Draco. En el combate, mueren Vatreno,  y los dos ex esclavos Demetrio y Orosio, mientras que Batiato y Livia sólo resultan heridos. Wulfila intenta matar a Rómulo, pero este último lo última con la espada de César. No obstante, al conocer la muerte de sus amigos, el joven arroja el arma al lago, donde queda incrustada en una roca. Rómulo es conocido desde entonces como Pendragón, («hijo del dragón»), y se casa con una joven llamada Igraine (hija de Constantino) con quien engendra al futuro rey Arturo. En cuanto a Ambrosino, será llamado Merlín. 
La espada, con el tiempo, sólo deja ver parte de su inscripción: «e-s-calibur». 
En palabras de Manfredi, la inspiración de la novela se debió al «... prestigioso celtista Venscelas Kruta, de La Sorbona, buen amigo, el que me ofreció la clave de una interpretación latina del nombre Excalibur, y así he podido hacer proceder la espada del mundo mediterráneo. El asunto tiene una importante dimensión simbólica e ideológica, pues permite mostrar un paso de testigo del Imperio Romano a otro gran imperio mundial, el británico. En ese sentido, quise hacer una parábola sobre el fin de los imperios y la herencia de las civilizaciones».

## Adaptación cinematográfica
Los derechos cinematográficos fueron adquiridos por Universal Pictures para llevar a cabo una superproducción internacional llamada igualmente La última legión, dirigida por Doug Lefler. En la misma se alteran personajes y circunstancias de la novela, asemejándola a una típica película sobre romanos.